# Wolgadelta

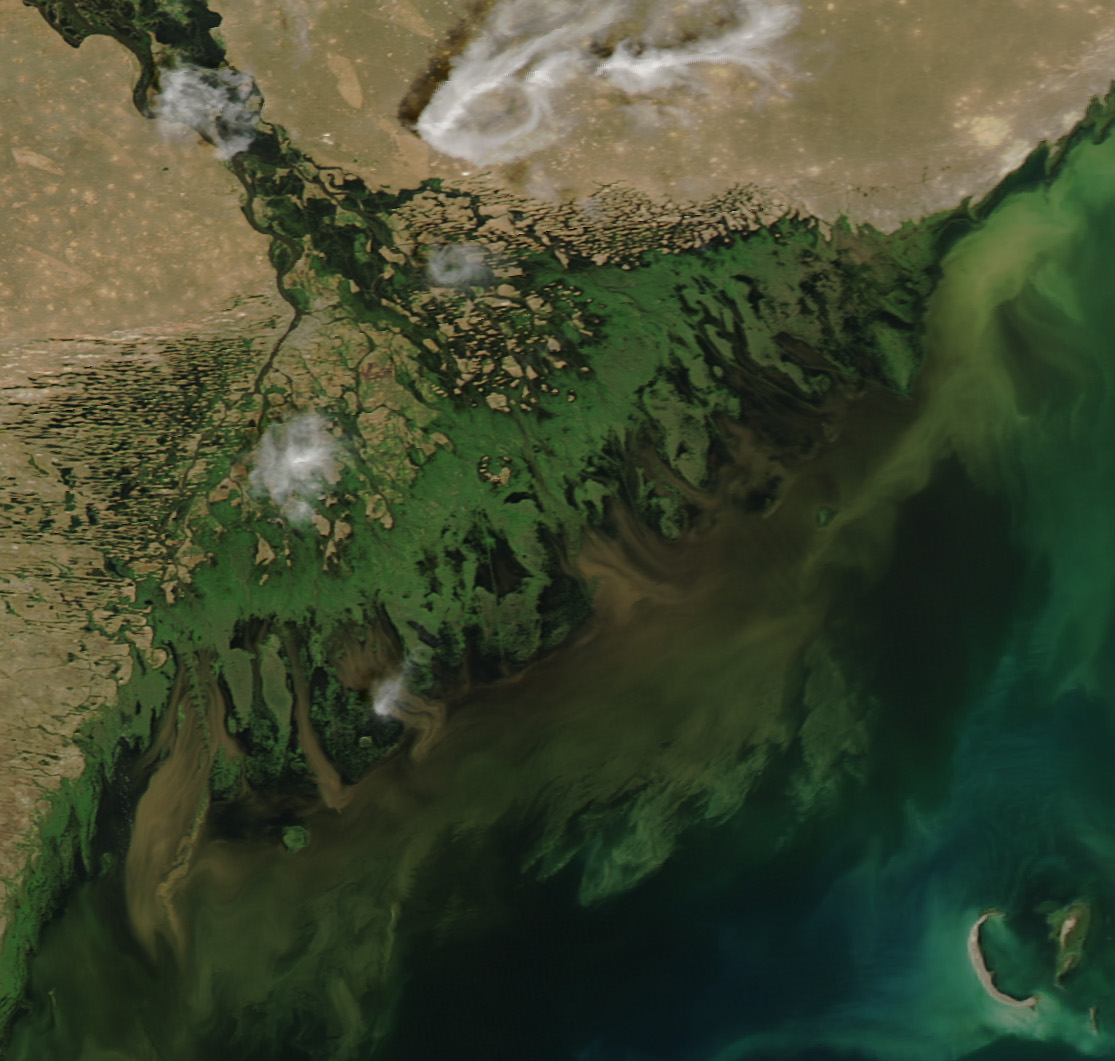
De Wolgadelta en de noordwestelijke Kaspische Zee. Het grootste deel van het groene vlak lijkt op verwaterde modder, maar een gedeelte bestaat mogelijk uit fytoplankton of algenbloei, met name rechtsonder in de afbeelding.

De Wolgadelta is de grootste rivierdelta van Europa en is van het inwendige type, dat dus niet uitsteekt ten opzichte van de kustlijn. De delta bevindt zich daar waar het grootste riviersysteem van Europa, de Wolga, uitmondt in de Kaspische Zee vanuit de Russische oblast Astrachan, ten noordoosten van de autonome deelrepubliek Kalmukkië (Kalmykië). De delta bevindt zich in de Kaspische Laagte en stroomt uit in de Kaspische Zee op ongeveer 60 kilometer benedenstrooms van de stad Astrachan.
De Wolgadelta is sterk gegroeid in de 20e eeuw door veranderingen in het waterniveau van de Kaspische Zee. In 1880 had de delta nog een oppervlakte van 3.222 km². Momenteel is dit gegroeid tot 27.224 km² met een breedte van ongeveer 160 kilometer met een klassiek "deltapatroon". De delta ligt in de aride klimaatzone, die wordt gekarakteriseerd door een zeer lage jaarlijkse neerslag. In januari en in juli valt er in normale jaren nauwelijks neerslag. De delta wordt geteisterd door sterke winden, die lineaire duinen vormen. Langs de voorzijde van de delta liggen modderige zandpoelen, wadden en coquinabanken.

## Zones
Het veranderende waterniveau van de Kaspische Zee heeft ervoor gezorgd dat er 3 onderscheidbare zones kunnen worden onderscheiden in de delta:
1. De hogerliggende gebieden van de eerste zone staan bekend als "Baer-heuvels" en bestaan uit lineaire ruggen van kleiachtige zanden, die zich uitstrekken over een lengte die kan variëren van 400 meter tot 10 kilometer en gemiddeld 8 meter hoog zijn. Tussen de "Baer-heuvels" liggen depressies die zich opvullen met water en daardoor ofwel zoetwater- ofwel zoutwaterbaaien worden;
2. De tweede zone ligt in de eigenlijke delta en kent over het geheel genomen zeer weinig reliëf (meestal minder dan een meter) en bevat actieve en niet meer in gebruik zijnde waterkanalen, kleine heuvels en algenvlaktes;
3. De derde zone bestaat uit een brede vlakte, die zich uitspreidt tot 60 kilometer buiten de kustlijn en bestaat uit het onderwater gelegen gedeelte van de delta.

## Bescherming, fauna en problemen
De delta heeft een beschermde status sinds het begin van de 20e eeuw, waarmee het een van de eerste Russische natuurreservaten (zapovedniks) was. Deze zapovednik Astrachanski (Астраханский заповедник) werd gesticht in 1919, maar nog steeds wordt het grootste deel van de lokale fauna beschouwd als bedreigd. De delta vormt een belangrijke uitvalsbasis voor vele soorten watervogels, roofvogels en zangvogels. Hiernaast komen er ook veel steuren, meervallen en karpers voor in de delta. De lotus werd door de Kalmukken aangenomen als nationaal symbool, omdat het een symbool van aanbidding is in hun lamaïstische geloof.

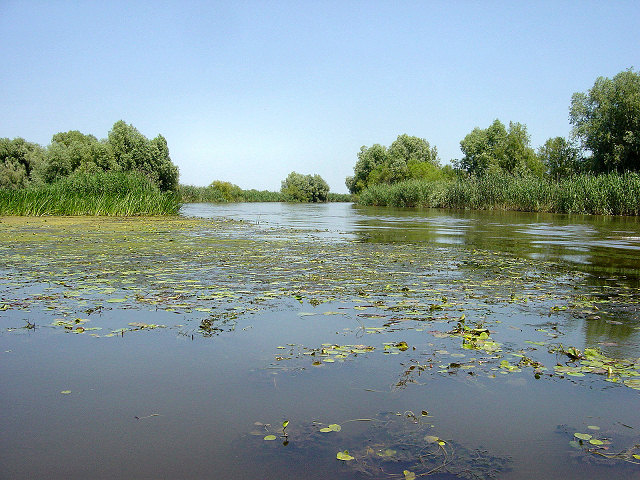
De Wolga bij Astrachan.

Door industriële en landbouwkundige veranderingen in de stroomvlakte is er veel schade ontstaan aan het drasland. Tussen 1984 en 2001 verloor de delta 277 km² aan draslanden (gemiddeld 16 km² per jaar) als gevolg van natuurlijke en menselijke oorzaken. Het water van de Wolga brengt enorme ladingen industrieel afval en sediment naar het relatief ondiepe noordelijke gedeelte van de Kaspische Zee. Door de toegevoegde grondverbeteraars groeit de algenbloei daar aan de oppervlakte van de zee.